# William Goldman
William Goldman (ur. 12 sierpnia 1931 w Highland Park, Chicago, zm. 15 listopada 2018 w Nowym Jorku) – amerykański scenarzysta, dramaturg i prozaik. Zdobywca Oscara w 1969 za scenariusz Butch Cassidy i Sundance Kid i w 1976 za scenariusz Wszyscy ludzie prezydenta.

## Życiorys
Dorastał na przedmieściach Chicago, jako syn biznesmena i jego żony. Uczył się w Oberlin College w Ohio, gdzie został redaktorem szkolnego czasopisma literackiego. Ukończył studia w 1952 roku. W 1956 roku zdobył tytuł magistra języka angielskiego na Columbia University  w Nowym Jorku.  W 1957 roku opublikowana została jego pierwsza powieść, The Temple of Gold. W 1961 roku stworzył nie najlepiej przyjęty musical, Blood, Sweat i Stanley Poole. Stworzył go wraz ze swoim bratem, Jamesem.
W latach 60. kontynuował pisanie powieści. Mimo niekoniecznie przychylnych opinii recenzentów, sławę przyniósł mu oryginalny scenariusz do Butch Cassidy i Sundance Kid w 1969 roku. Film okazał się kasowym sukcesem, a Goldman zdobył za niego Oscara.
W następnym dziesięcioleciu Goldman napisał swoje dwie najsłynniejsze powieści – Narzeczoną księcia oraz Maratończyka, thiller, który dwa lata później zaadaptował na film.  W tym okresie napisał także scenariusz do Wszystkich ludzi prezydenta.
Zasiadał w jury konkursu głównego na 41. MFF w Cannes (1988).
W latach 1961–1991 był żonaty z Ilene Jones, z którą miał dwie córki o imionach Jenny Rebecca i Susanna.

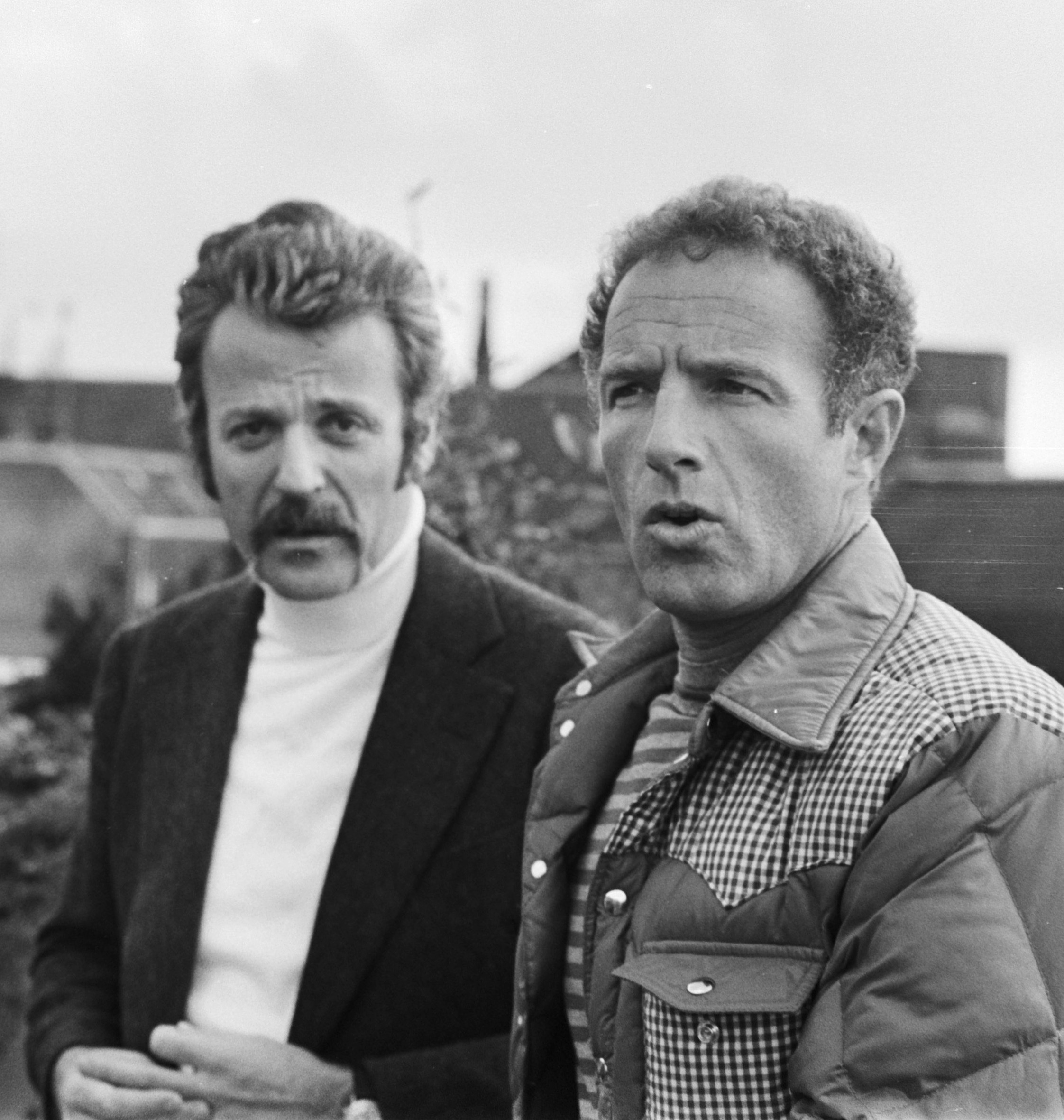
William Goldman (po lewej) i James Caan w 1976 roku

## Twórczość

### Scenarzysta
- Butch Cassidy i Sundance Kid
- O jeden most za daleko
- Maratończyk
- Wszyscy ludzie prezydenta
- Żony ze Stepford na podstawie powieści pod tym samym tytułem Iry Levina

### Powieści
- The Temple of Gold (1957)
- Your Turn to Curtsy, My Turn to Bow (1958)
- Soldier in the Rain (1960)
- Boys and Girls Together (1964)
- No Way to Treat a Lady (1964)
- The Thing of It Is... (1967)
- Father's Day (1971)
- Narzeczona księcia (ang. Princess Bride,1973)
- Maratończyk (ang. Marathon Man, 1974)
- Magik (ang. Magic,1976)
- Tinsel (1979)
- Control (1982)
- The Silent Gondoliers (1983)
- The Color of Light (1984)
- Żar (ang. Heat, 1985)
- Bracia (ang. Brothers, 1986)